# Gran Canal, vista al noreste desde el Palazzo Balbi hacia el puente de Rialto
El Gran Canal, vista al noreste desde el Palazzo Balbi hacia el puente de Rialto es una pintura al óleo realizada por Canaletto tras su estancia en Roma en 1723 . Fue un encargo de un noble veneciano con la finalidad de decorar su palacio. El encargo se compone de un total de cuatro lienzos, el Rio dei Mendicanti, Gran Canal, vista al noreste desde el Palazzo Balbi hacia el puente de Rialto (ambos en el museo veneciano de Ca'Rezzonico) y el Gran Canal, vista Este desde el Campo San Vio y Piazza San Marco (ambos en el Museo Thyssen-Bornemisza de Madrid).
La imagen que muestra es una parte de Venecia muy conocida.El cuadro muestra a la izquierda una parte de la fachada principal del Palacio Balbi y las dos hileras de edificios que se encuentran en la ribera del Gran Canal.